# Татаро-Каргалинский сельсовет
Татаро-Каргалинский сельсовет — сельское поселение в Сакмарском районе Оренбургской области Российской Федерации.
Административный центр — село Татарская Каргала.

## История
Статус и границы сельского поселения установлены Законом Оренбургской области от 2 сентября 2004 года № 1424/211-III-ОЗ «О наделении муниципальных образований Оренбургской области статусом муниципального района, городского округа, городского поселения, установлении и изменении границ муниципальных образований».

## Население
| 2010  | 2012  | 2013  | 2014  | 2015  | 2016  | 2017  |
| ----- | ----- | ----- | ----- | ----- | ----- | ----- |
| 3870  | ↗3944 | ↗4022 | ↗4089 | ↗4128 | ↗4169 | ↗4272 |
| 2018  | 2019  | 2020  | 2021  |       |       |       |
| ↗4319 | ↗4353 | ↗4430 | ↗5168 |       |       |       |

## Состав сельского поселения
| № | Населённый пункт  | Тип населённого пункта       | Население |
| - | ----------------- | ---------------------------- | --------- |
| 1 | Майорское         | село                         | ↗195      |
| 2 | Татарская Каргала | село, административный центр | ↗4973     |